# M-05
M-05とは、タミヤよりリリースされている電動RCカーオンロードモデルのシャーシ名称である。

## 概要
- M-03の発展型で、タイヤの高さより上に配置されていたM-03からタイヤの高さ以内にRCメカ(ESC・ステアリングサーボ)の配置が変更され、重量配分の最適化・低重心化を実現。
  - RCメカの配置はM-01の配置とほぼ同じ位置に変更されている。
- M-03同様、リアアッパーアーム・バルクヘッド(ロアアーム接続部)の配置と反転の組み合わせによって、ホイールベースを3段階（M-05=210mm、M-05M=225mm、M-05L＝239mm)に変更可能であり、M-03時代に発売されていたボディーが使用可能。
- サードパーティ(3RACING)よりホイールベースを257mmにするキットが発売されているため、TL-01用サスアームを用いることでツーリングカーサイズにし、実質的なFF02の後継車を作ることも可能となっている。
- RR(後輪駆動)シャーシのM-06は、M-05のコンポーネントを流用しているため多くのパーツに互換性を持たせている。

## 基本メカニズム
- シャーシ:樹脂製セミモノコックフレーム
- ステアリングタイロッド:3分割
- フロントサスペンション:ダブルウィッシュボーン独立懸架、コイルオーバー・フリクションダンパー付
- リアサスペンション:ダブルウィッシュボーン独立懸架、コイルオーバー・フリクションダンパー付
- 前後タイヤ/ホイール：60Dサイズ中空ラバー、ラジアル/スリックを1ピースホイールに装着
- ギアレシオ:5.8:1
- 駆動形式:フロントミッドシップ・前輪駆動
- モーター:540タイプ直流モーターをフロントミッドシップに横置きで搭載
- 全長:315mm / 全幅:167mm / 全高:135mm / トレッド:FR共に138mm
- ボディ：ポリカーボネート製モノコック造形

## シリーズ

### M-05 PRO
2009年6月発売
- Mシャーシをブラッシュアップした組み立てシャーシキット。
- アルミサーボホーンやアルミリヤアップライトなどのオプションパーツを標準装備。
- ダンパーはクリヤー仕様のCVAオイルダンパー。

#### M-05
2009年7月発売
- 組み立てキットに採用される廉価版。

##### M-05 Ra
2010年7月発売
- フラットダート走行に対応したバージョン。防塵カバー、専用アップライト(標準品よりも車高が高くなる)、専用ラリータイヤを装備。

### M-05 Sスペック
2011年7月発売
- ショートホイールベース（210mm）特化型。ショートホイールベース専用のアルミリヤサスマウントを装備。モーター反対側にカウンターウェイト、ポンダーマウントを兼ねるヒートシンクを配置。フロントダンパーステーは3mm厚のカーボン製。

#### M-05 Sリミテッド
- Sスペックをベースにシャーシ部品をつや消しシルバーメッキ、アルミパーツをシルバーアルマイトとしMシャーシハイグレードアルミダンパーとカーボン強化ホイールを同梱したバージョン。

### M-05 Ver.II PRO
2014年6月発売
- M-05の走行性能を磨いたシャーシキット。モノコックフレームは角形バッテリーにも対応したVer.ⅡPRO専用タイプ。
- 専用アルミモータープレートを採用し、モーター搭載位置を中央に寄せて重量バランスを調整。
- ロープロファイルサーボも搭載可能。
- サスアームは剛性の高い一体型で、ホロービスを使用してリバウンド調整が可能。

#### M-05 Ver.II R
2016年5月発売
- M-05 Ver.Ⅱ PROをベースにオプションパーツを組み込んだ、レース仕様の限定モデル。
- Mシャーシ用に設計されたダブルカルダンドライブシャフトを採用。
- ダンパーはTRFアルミショートダンパーを装備。ビスも六角穴ビスに変更。
- 前後のロワアームは強度の高い一体型で、ステンレスサスシャフトを使用。
- バッテリーホルダーはブラックアルマイト仕上げの軽量アルミ製。

## 採用車種
- 4代目マツダ デミオ(M-05)
- マツダ ロードスター(M-05)[7][8][9]
- ミニクーパーレーシング(M-05S)
- アバルト500 アセット コルセ(M-05M,XB)
- アルファロメオ MiTo(M-05L,XB)
- Honda S800 レーシング(M-05S)
- スズキスイフトスーパー1600(M-05MRa)
- フィアット アバルト 1000TCR ベルリーナ コルサ(M-05S)
- アルピーヌA110(M-05SRa,XB(Ra))
- ミニ JCWクーペ(M-05L)
- トヨタ GRヤリス（M-05L)